# Sørlenangen
Sørlenangen er en fjordarm af Ullsfjorden i Lyngen kommune i Troms og Finnmark fylke  i Norge. Fjorden har indløb mellem Nesodden i vest og Hesjebukta i øst og går  9,5 kilometer mod syd  til Sør-Lenangsbotn.
Bygden Lenangsøyra ligger på vestsiden og bygden Sør-Lenangen på østsiden af Sørlenangen, 50 kilometer nord for kommunecenteret Lyngseidet.